# جزيرة أران
جزيرة اران الاسكتلندية هي أكبر جزيرة في فيرث كلايد، اسكتلندا، تبلغ مساحتها 432 كم²، وهي سابع أكبر جزيرة. تعتبر جزء من السلطة الاتحادية لآيرشير الشمالية، وطبقا لتعداد 2011، ارتفع عدد سكانها إلى 4629 ساكن. على الرغم من أنها عادة ضمت هبريدس، حيث تشاطرت معها في الكثير من النقاط المشتركة في المخططات البنيوية والثقافية، وهذه الاخيرة تقع في شمال غرب شبه جزيرة كينتار. اران هي جزيرة جبلية، وقد وصفت بأنها «جنة جيولوجيين».
تم اعمار الجزيرة بشكل مستمر منذ بداية العصر الحجري الحديث، كما يتضح من العديد من بقايا عصور ما قبل التاريخ. منذ القرن السادس، استعمرت الجزيرة من طرف شعوب ايرلندية تتحدث اللغة الغيلية، التي أصبحت مركزا للنشاط الديني. خلال الفترة المضطربة التي كان 'عصر الفايكينغ'، اران أصبحت ملكة«التاج النرويجي» قبل ان يتم ادخالها رسميا في مملكة اسكتلندا في القرن الثالث عشر. على التصاريح في القرن التاسع عشر أدى إلى تناقص السكان واختفاء لغة وثقافة اللغة الغيلية.
وعزز كل من الاقتصاد والسكان في السنوات الأخيرة، السياحة التي تعتبر القطاع الرئيسي. كما تزخر اران بالتنوع البيولوجي، بما في ذلك ثلاثة أنواع الأشجار المستوطنة في الجزيرة.

## أصولها
معظم الجزر في اسكتلندا كانت يسكنها الناطقون بلغات أربع على الأقل منذ العصر الحديدي، وأسماء الكثير من الجزر لها أكثر من معنى ممكن. اران ليس استثناء، والقليل من يعرف أصل هذا الاسم.في عام 2003، قال ماك تيلير بأن هذا المصطلح لا علاقة له باسم 'إران' في أيرلندا، «على شكل الكلى» (ارا الأيرلندية: 'الكلية'). ويقترح هاسويل-سميث (2004) بأن الكلمة هي اشتقاق لغوي من Brythonic، هو أمر غير معتاد لجزيرة اسكتلندية، معناه «مكان مرتفع»، الذي يتوافق مع التوزيع الجغرافي للمكان. اران في الواقع أعلى بكثير من الأراضي المحيطة بها على طول شواطئ فيرث كلايد.
ثم استعيض سائر الأسماء الجغرافية المحلية من أصل بريثونيك التي يمكن أن تكون موجودة مع وصول Gaels (اللغة الغيلية الناطقة)، منذ أيرلندا وعبر المملكة القريبة من ريتا Dál. خلال عصر الفايكنج، أصبح ملكا «التاج النرويجي»، كما الغالبية العظمى من هذه الجزر الاسكتلندية، وربما كان يعرف باسم «هرري» أو «هيرسي». سبب هذا التأثير الميثولوجيا الإسكندنافية، هي المكان الحالي العديد من الأسماء «جزيرة اران» فينكينج الأصلي.

## التضاريس
تقع الجزيرة في "خور كلايد" بين Ayre و Kintyre. ينظرالى التشكيل الجانبي للتلال الشمالية لاران من الساحل ايرشاير وهي وجهة معروفة تسمى "نوم المحارب، لأنه يشبه وجه الإنسان وهو نائم. أعلى تلة هي Goat fell بلغت ذروتها 873,5 6م. وهناك ثلاث قمم أخرى في الشمال الشرقي للجزيرة: أبهايل كايستيل، سير مور وتارسوين. بين براين هو أعلى نقطة في الشمال الغربي للجزيرة، يرتفع إلى 721 7م.
يعتبر غلين لورسا أكبر وادي في غرب اران، وغلين روزا في الشرق. حيث تحيط بهما تلة Goat fell.إذا كانت التضاريس الموجودة في جنوب الجزيرة أقل المناطق الجبلية، يوجد جزء هام من الأراضي الداخلية يتجاوز علوها 350 مترا تبلغ قمة A'Chruach 512 م. يوجد هناك اثنين آخرين من «ماريلينس» في الجنوب، وتايفين وبريك.

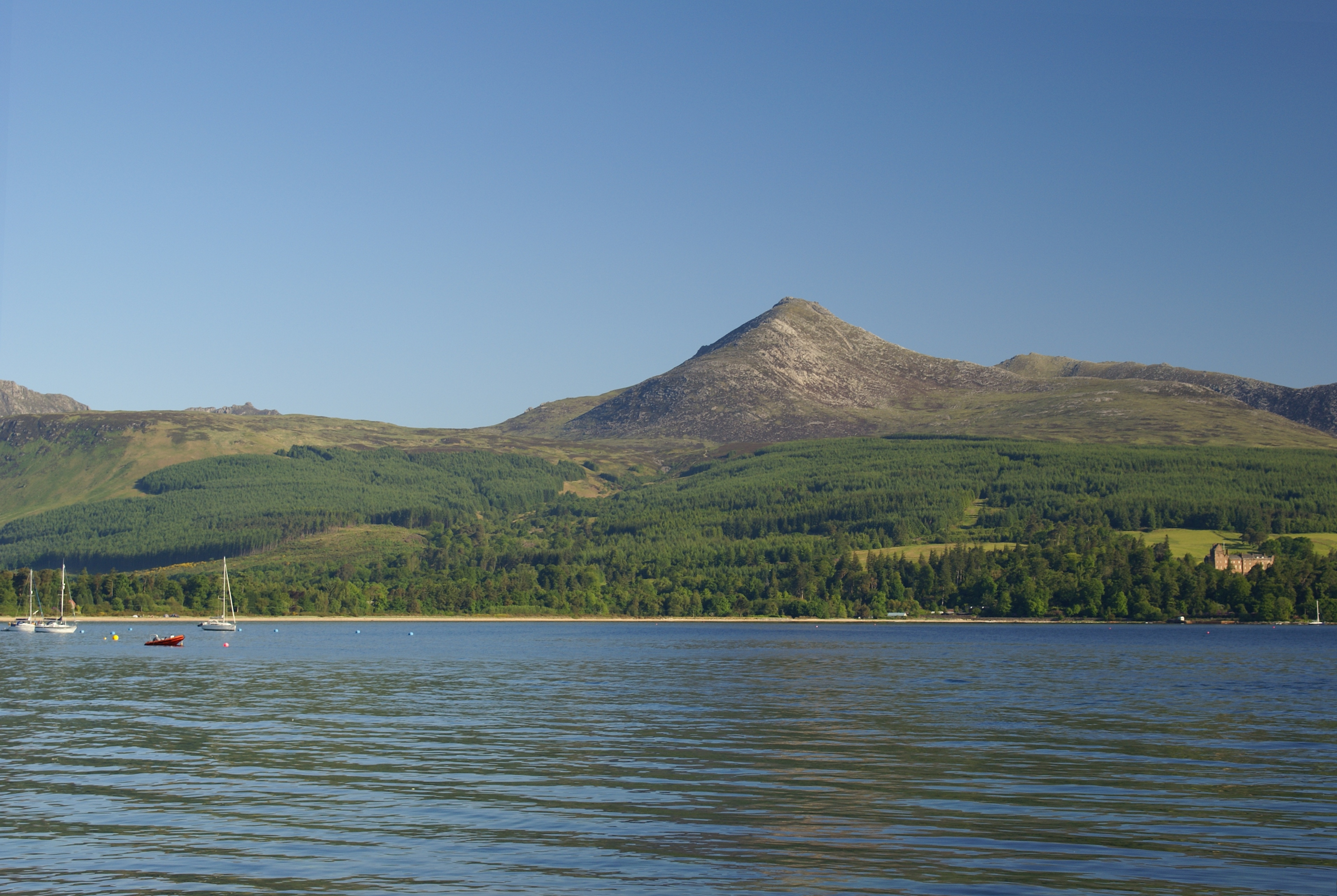
Vue du Goat Fell من ميناء Brodick
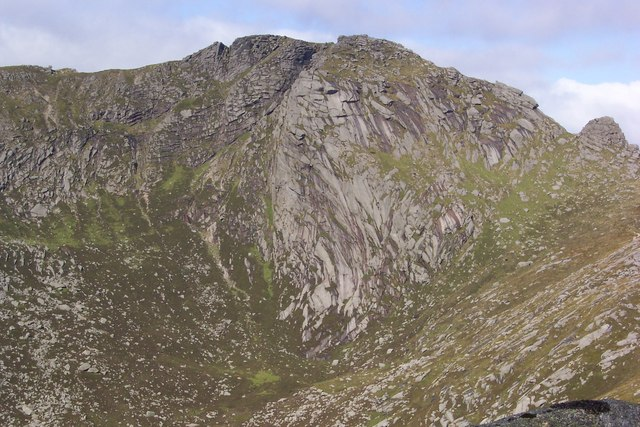
بين تارسوين
Le Goat Fell وسائر قمم "شمال اران "
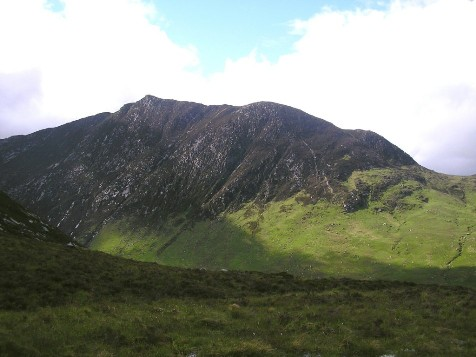
ابهايل كايستيل
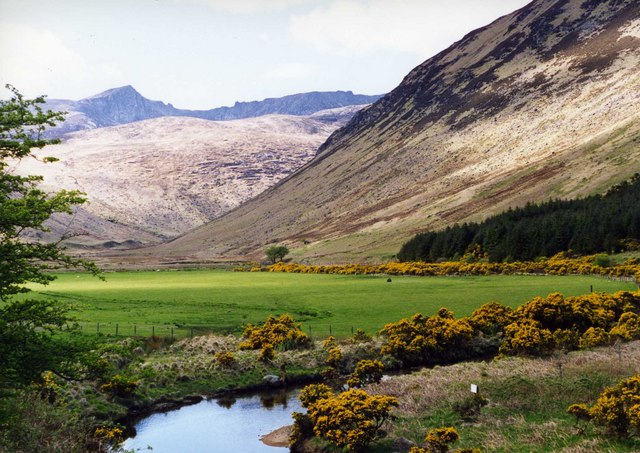
روزا غلين

## الجزر المجاورة لها
تحيط أران ثلاث جزر صغيرة قريبة منها: الجزيرة المقدسة من الشرق، في الجهة المعاكسة للاملاش، جزيرة بلادا قبالة الساحل الجنوبي الغربي، واصغر جزيرة هي هاميلتون، قبالة نقطة كلوتشلاندس، تبعد حوالي 1.2 كيلومتر شمال «الجزيرة المقدسة». وتشمل جزر أخرى هامة في «فيرث كلايد» أرغيل ومدنت شمال إينتشمارنوك، كومبر كبيرة وكومبر قليلاً في الشمال الشرقي.

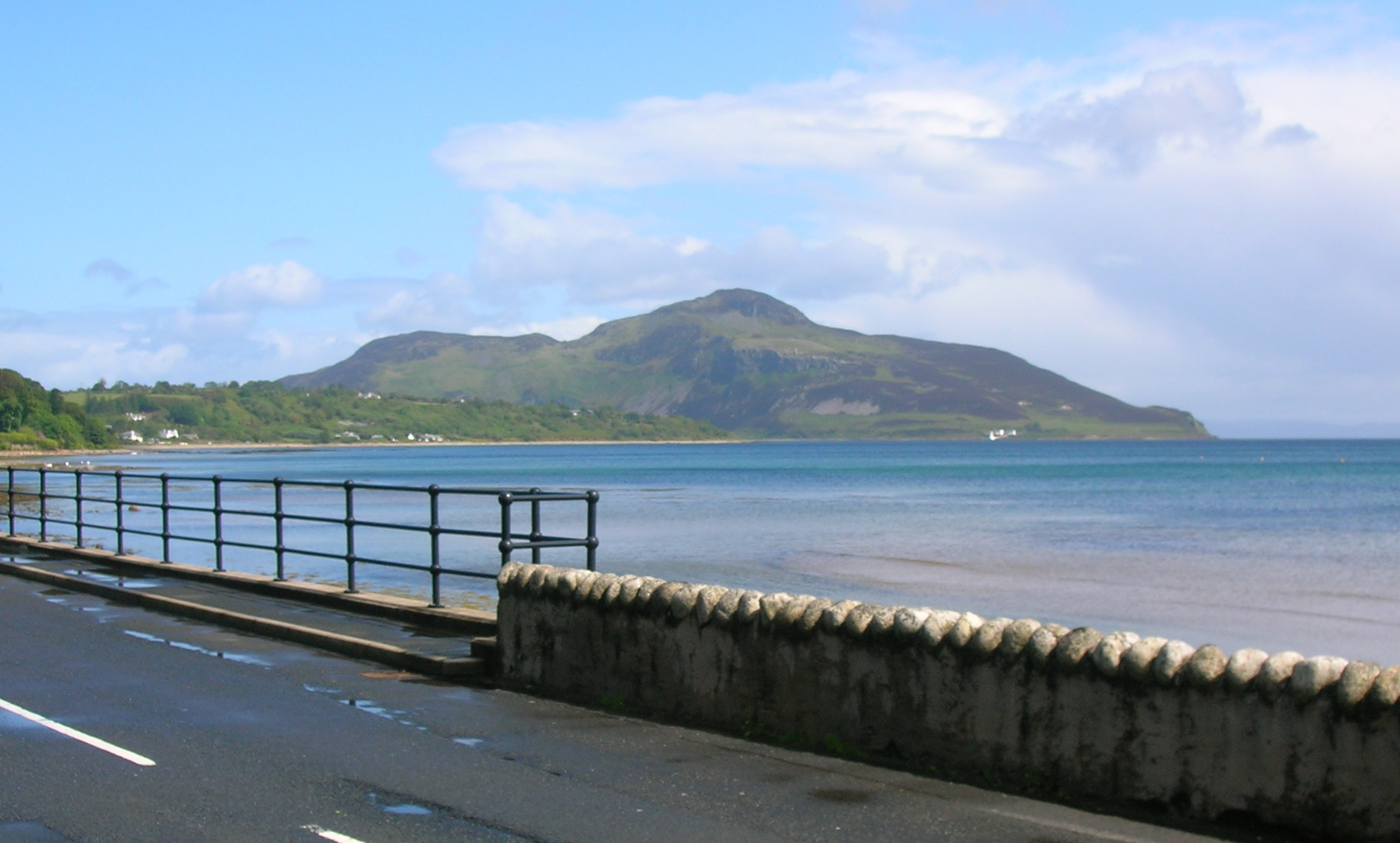
صورة الجزيرة المقدسة من خليج وايتنينغ, اران

## القرى

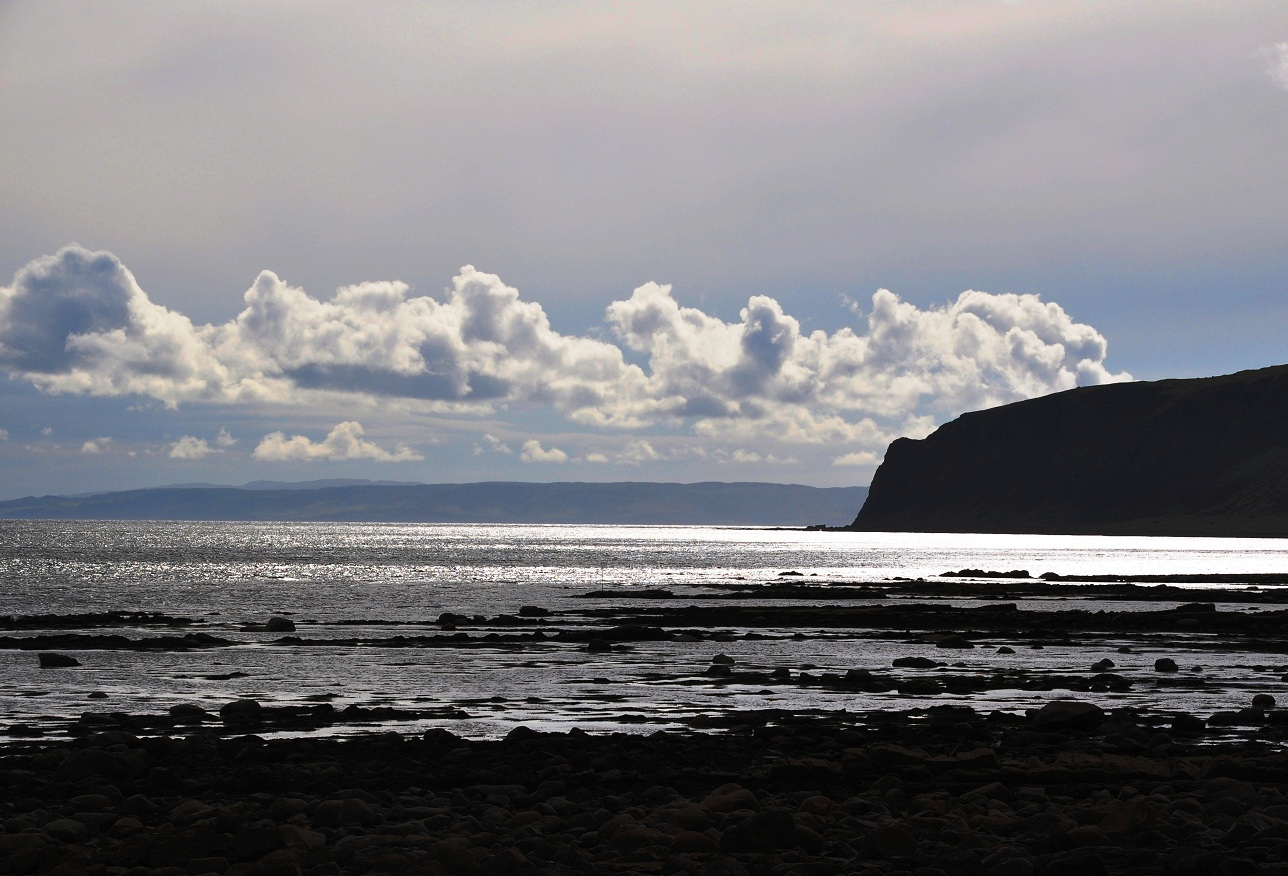
منظر من خليج كيلدونان في اقصى جزيرة اران

تمتلك اران عددا من القرى الاساسية على طول الساحل. تعتبر بروديك (الإسكندنافية القديمة: "الخليج الواسع) موقعا لمحطة العبارة الرئيسية، والعديد من الفنادق وغالبية المحلات التجارية. حيث يتخذ الدوقات هاملتون قلعة بروديك مقرا لهم. في حين، تعتبر لاملاش أكبر قرية في ويبلغ عدد سكانها 1010 نسمة بالمقارنة مع سكان بروديك (621 نسمة في تعداد عام 2001). وهناك قرى أخرى منها: لوتشرانزا في الشمال، كوري في الشمال الشرقي، غرببلاكواتيرفوت، في الجنوب الغربي، جنوبا قرية كيلدونان وخليج البياض الجنوب الشرقي.كما تقع كاتاكول في طريق لوتشرانزا.

خريطة ايرشير الشمالية

## السكان
بلغ عدد سكان الجزيرة 4629 نسمة، بكثافة 10.72 وحدة في كم². تضم القرى الساحلية الرئيسية لاملاش وبوروديك 32 بالمائة من سكان الجزيرة. من وجهة نظر تاريخية، ارتفع عدد سكان الجزيرة كثيرا من القرن منتصف الثامن عشر حتى بداية القرن التاسع عشر. في أعقاب برنامج «الموافقات المرتفعة» التي بدأت في منتصف القرن التاسع عشر، استمر منحنى الانخفاض في عدد السكان، حتى منتصف القرن العشرين. ثم رجع للارتفاع منذ بداية الثمانينات.

## المناخ
ويساعد تأثير المحيط الأطلسي وتيار الخليج مناخ محيطي معتدل.عموما درجات الحرارة منخفضة، في المتوسط 6 درجة مئوية في كانون الثاني/يناير و 14 درجة مئوية في تموز/يوليه على مستوى البحر.
لا يحتوي الجزء الجنوبي من الجزيرة على الكثير من الجبال، بحيث ان مناخه ملائم أكثر من النصف الشمالي والساحل الشرقي محمي من الرياح أكثر من الغرب والجنوب. نادراً ما يسقط الثلج على مستوى سطح البحر، ونسبة تساقط الصقيع أقل من المناطق الرئيسية. كما هو الحال في معظم الجزر الأخرى من الساحل الغربي لاسكتلندا، فان هطول الأمطار كثيف، يتراوح بين 1500 مم في السنة في الجنوب والغرب، و 1900 ملم سنوياً في الشمال والشرق. اما بالنسبة للجبال والتي تعتبر من المناطق الرطبة، فإنها تستقبل أكثر من 2500 مم من الأمطار سنويا. يمثل كل من ماي وجوان شهري الشمس مع أكثر من 200 ساعة شمس في المتوسط.

## جيولوجيا

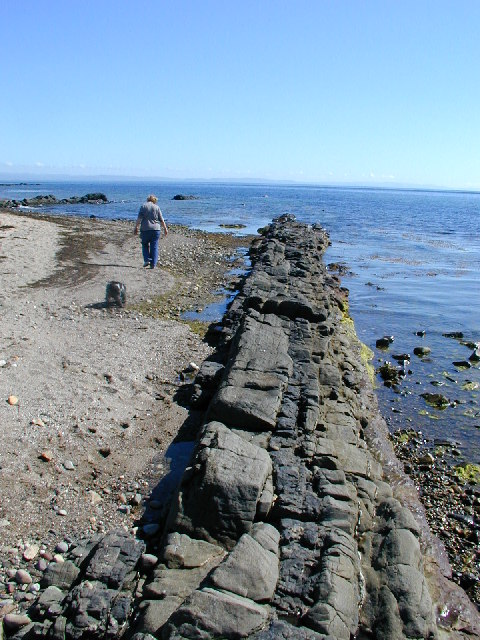
خليج كيلدونان دولريت دايك

يطلق على اران في بعض الاحيان باسكتلندا المصغرة، لأنها تنتمي لخط الصدع الجبلي، الذي يقسم اسكتلندا في المرتفعات والمناطق المنخفضة من الشمال الشرقي إلى الجنوب الغربي. تعتبر الجزيرة مقصداً للجيولوجيين منذ القرن الثامن عشر، نظراً لاحتوائها على مجموعة متنوعة وواسعة من التشكيلات الجيولوجية: كالصخور البركانية، سيلز، تعود إلى الباليوجيني؛ الصخور الرسوبية، الصخور المتحولة.
ويشغل معظم المناطق الداخلية الشمالية مجموعة من الباثوليت (الغرانيت), ذات طبيعة بركانية، ظهرت في سينوزويك قبل 60 مليون سنة. يوجد أيضا دائرة خارجها الجرانيت الخام، وداخلها مواد حبيبية أساسية. تهيمن الصخور الرسوبية على الجزء الجنوبي من الجزيرة، لا سيما الحجر الرملي الأحمر. تحتوي بعض هذه الاحجار الرملية على فولجوريتيس، يظهر بتأثير البرق تعود إلى بارميان. يتم المحافظة على الكثبان الرملية الحجر رملي بالقرب من بروديك. وهناك أيضا طبقات من صخور الترياسي، ونوع نادر من الطباشير من كريتاسي.
في القرن التاسع عشر، تم استخراج الباريوم من لغم بالقرب من سن. اكتشفت في عام 1840، وبين عام 1853 وعام 1862، أنتجت حوالي 5000 طن من الخام. تم إغلاق المنجم من طرف الدوقة هاملتون الحادية عشرة، ولكن تم فتحه بعد الحرب العالمية الثانية وظلت تعمل حتى عام 1938.
قام الجيولوجي جيمس هاتون بزيارة لاران في عام 1787، حيث وجد مثاله الأول «التنافر» في شمال نيوتن، اقرب نقطة للوتشرانزا، ووجد أدلة على نظرياته ودلائل حول عمر الأرض. تعتبر المنطقة واحدة من أكثر الأماكن شهرة لدراسة الجيولوجيا.

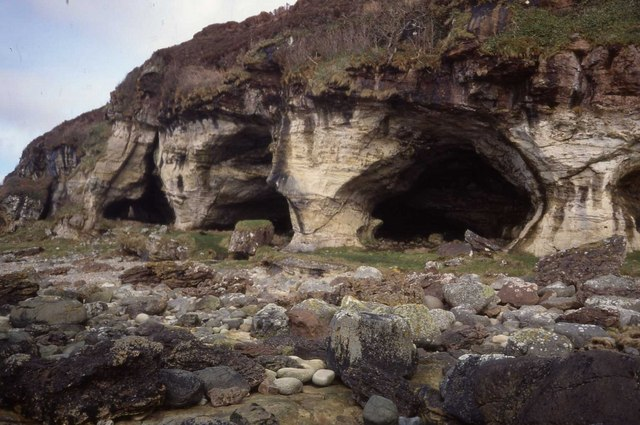
كهف الملك

يكاد يغطي جليد البليستوسين اسكتلندا، وربما كانت نوناتاكس أعلى القمم في هذا العصر. بعد التجمد الأخير في اواخر بليستوسان، كان مستوى سطح البحر أقل ب 70 متر عن ما هو في الوقت الحاضر، ورجح إلى انه قبل 14000 قبل الميلاد، كانت الجزيرة متصلة باسكتلندا. يعتبر كهف الملك على ساحل الجنوب الغربي، مثالا لتدريب الناشئة. ويمتد هذا الكهف، نحو 30,5 م ويبلغ ارتفاعه 15,3 م. هناك منحدرات عالية عن سطح البحر، في الشمال الشرقي، بما في ذلك طبقات واسعة تحت مرتفعات تور ريمار وسكريدان، في أقصى شمال الجزيرة. يعتبر شمال اران واحد من الأماكن الأربعين من اسكتلندا الذي يطلق عليه: منطقة منظرية وطنية.

## النباتات والحيوانات

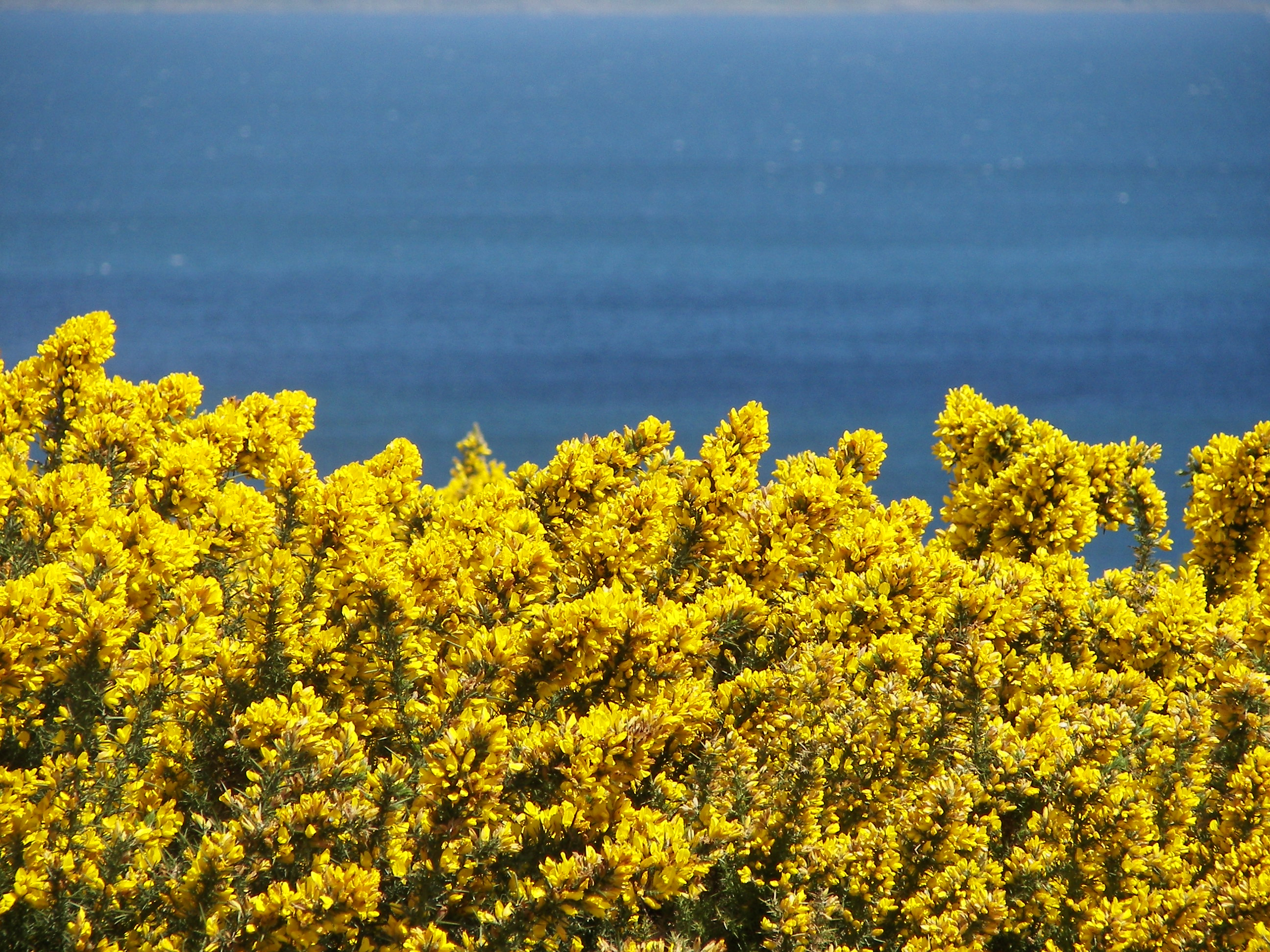
غورس

تحتوي الجزيرة ثلاثة أنواع من أشجار الغبيراء، والأشجار المستوطنة، وأسماؤها العلمية هي: غبيراء آرانية، غبيراء فنلندية كاذبة، وغبيراء بسودومينيشي. هذه الانواع من الأشجار تعتبر ضعيفة، حيث توجد محمية لها في غلين ديومهان، شمال اران . تابعة للتراث الإسكتلندي الطبيعي. سجل في عام 1980 فقط 236 غبيراء فنلندية كاذبة، و 283 غبيراء آرانية في مرحلة البلوغ. تعتبر هذه الاشجار ذات طابع جبلي، وهي تنمو على ارتفاعات أقل، تتواجد في منتزه بروديك. وبصرف النظر عن هذه الأنواع الثلاثة من الأشجار، هناك مجموعة متنوعة وواسعة من النباتات البرية (بلويبيلس، غورس، هيذر، وارتفع القطب الشمالي، ماتي حمراء، وزهر العسل، والفلفل الملكي، من بين أمور أخرى)، بالإضافة إلى الفطريات والرغاوي.
وقد تم التعرف على أكثر من 250 نوعا من الطيور في اران، بما في ذلك الغيلموث السوداء، آيدر الشائعة، الصقر والنسر الذهبي. في عام 1981، كانت هناك 28 بتارميغان، لكن في عام 2009، التحقيقات المتواصلة قد أخفقت في العثور على واحد فقط. بينما انقرض الغراب ذو المنقار الاحمر من الجزيرة.
تحتوي الجزيرة على اعداد كبيرة من الغزلان، والسناجب الحمراء، الغرير، ثعلب الماء، الأفاعي والسحالي. اما عل ساحل الجزيرة فيوجد، الفقمة، خنازير البحر، أسماك القرش والعديد من أنواع الدلفين.

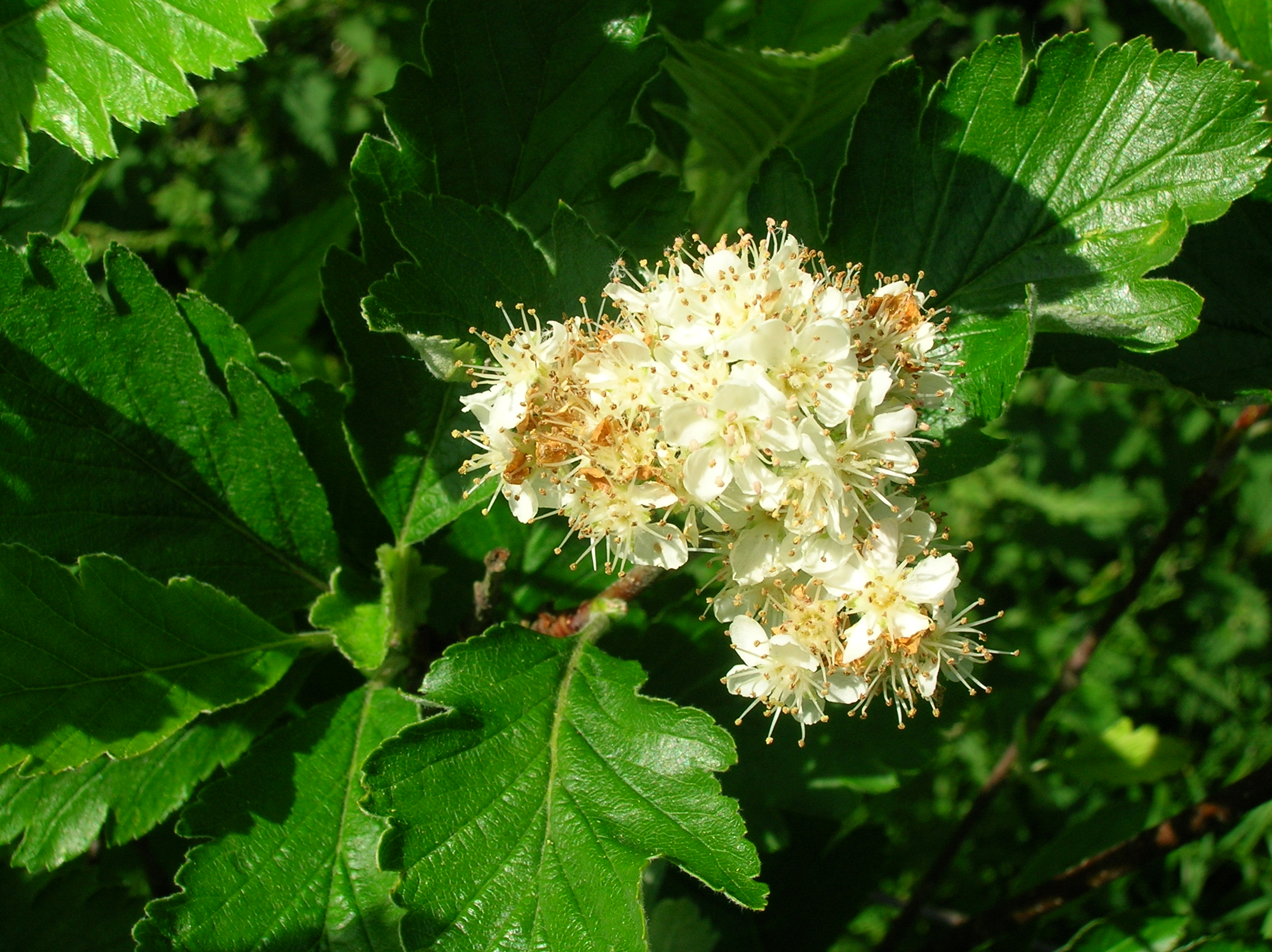
غبيراء آرانية (الزهور)
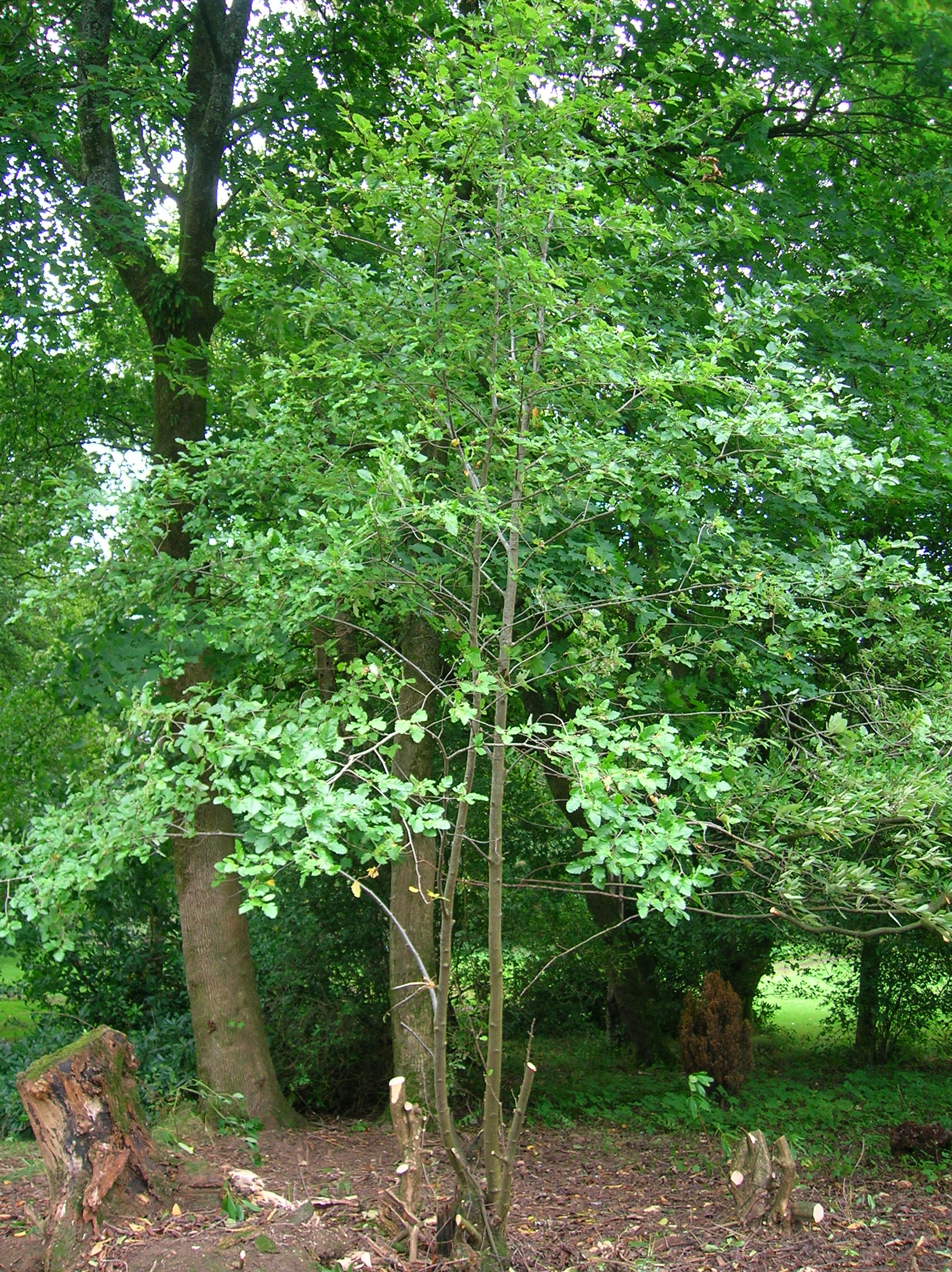
غبيراء بسيودوفينيكا
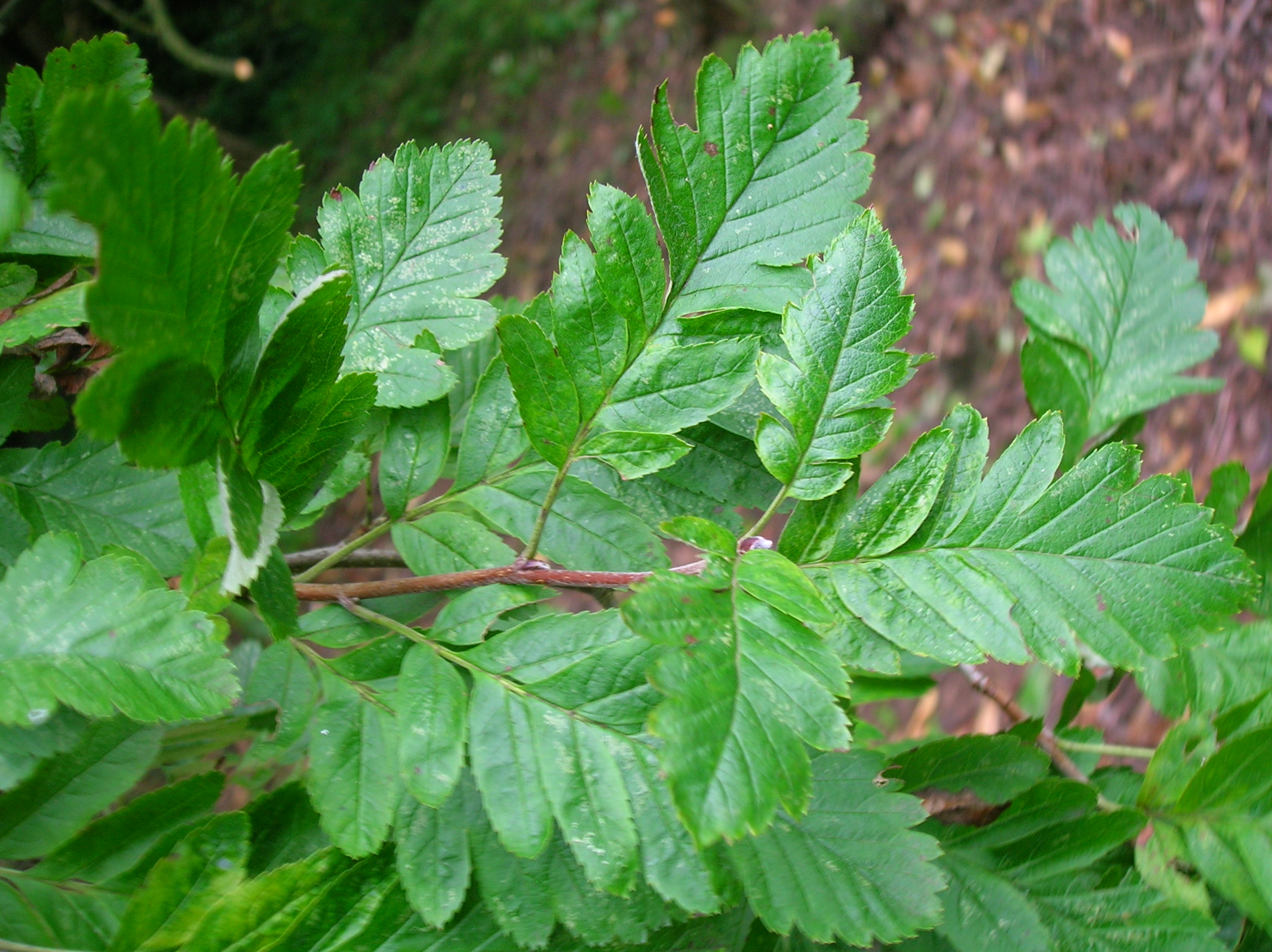
غبيراء بسيودوفينيكا (أوراق)

## تاريخها

### ما قبل التاريخ

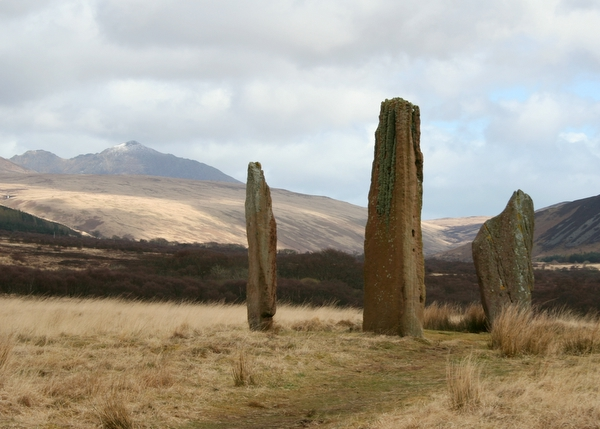
Les mégalithes de Machrie Moor

تتسم الجزيرة بطابع معين من العصر الحجري يتمثل في كلايد كيرنز، التي غالباً ما تتخذ شكل الممرات المغطاة. النمط المميز لهذه الهياكل هو حجر مستطيل أو منحرف، وهي كومة في الأرض التي تحيط بدائرة تفصله عن نطاقات واسعة من الحجر. أن الشظايا من الفخار والعظام التي وجدت في الغرف تشير إلى أن الممرات كانت تستخدم كسجون، وبعضها، كان مكاناً عاما أو لمزاولة الطقوس. وهناك مثالان في غلين موناموري، شرق قرية لاملاش، وهياكل مماثلة تسمى مقابر العمالقة، توجد خارج خليج السمك البياض. وهناك العديد من المغليثية التي يرجع تاريخها إلى فترة ما قبل التاريخ، بما في ذلك ستة كرومليتشس متواجدة في مور مشري.
تم تحديث العديد من المواقع التي يرجع تاريخها إلى العصر البرونزي، بما في ذلك تلة اوسيان، توجد بالقرب من كلاتشايج والعلامة قرب بلاكواتيرفوت التي سلمت خنجر برونزية وشريطا or39. ميلليمتر زئبق قد ' Dun تشايستيل في جنوب غرب البلاد (قرب سليديري) هو الخراب لإغناء عصر الحديد التي يرجع تاريخها إلى حوالي 200 م. ربما كانت الجدران الأصلية طوله 3 أمتار أو أكثر والمحيطة بمنطقة دائرية من حوالي 14 مترا في القطر.

### الفايكنج والقرون الوسطى

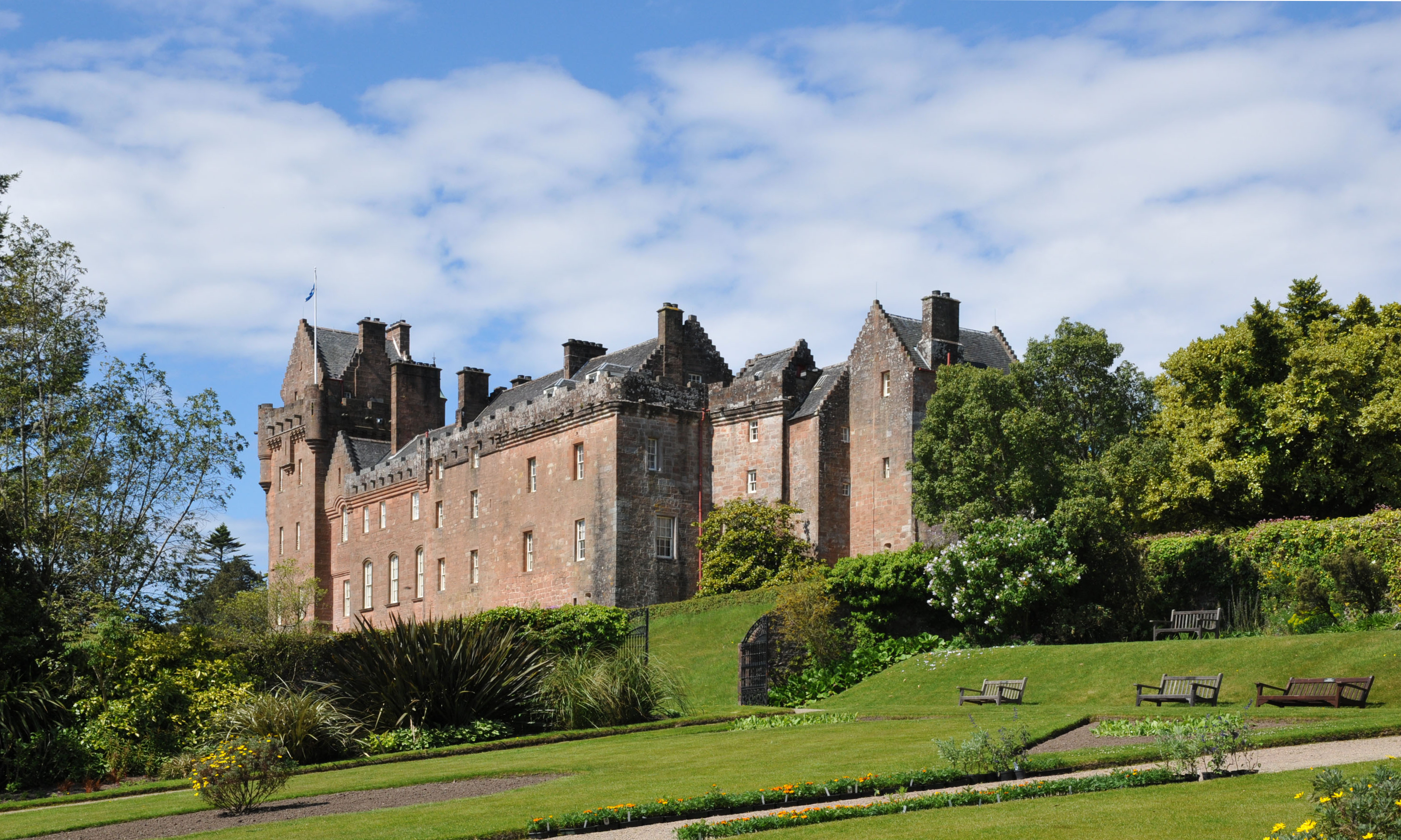
قلعة بروديك

أسست دير أيلياتش من طرف «برندان كلونفيرت» في القرن السادس. سانت مليس من ليغلين أيضا نشطة في المنطقة، ولا سيما في الجزيرة المقدسة. الكهوف تحتوي على لوح التي يمكن أن يستخدم في المذبح.
في القرن الحادي عشر، كانت اران جزء من الإسكندنافية القديمة، هذه الجزر الجنوبية كانت ملكا للمملكة، ولكن بعد وفاة جودريد كرفان في 1095، جميع الجزر أصبحت تحت قيادة ماغنوس الثالث من النرويج. لاجمان دو مان (1103-1104) استعاد السلطة المحلية. وبعد وفاة سوميرليد، أصبحت اران وبيوت تحت رئاسة ابنه انقوس. في 1237، تم التنازل عن الجزر الاسكتلندية، وقطع الجسور مع جزيرة الرجل، فأصبحت مملكة مستقلة . تم اكتشاف في شلال الملك بالقرب من جنوب لاملاش، عظام الحوت والمسامير الحديدية، شظايا من البرونز، وفي القرن التاسع تم العثور على العملة البرونزية . وفي نفس الفترة ونفس المكان عثر على سيف ودرع. اران هي أيضا جزء من أبرشية سودور ومان.
قال روبرت الأول بانه يجب أن يتخذ ملجأ في الجزر عقب معركة ميثفين في 1306 , حيث قام بإرجاع تقرير اقتصاد المعلومات في الجزيرة في 1326، بعد تقديم الأراضي إلى ماكلويس فيرغوس لمساعدته أثناء إقامته في الجزيرة.
قلعة بروديك لعبت دوراً هاما في تاريخ العصور الوسطى من الجزيرة. ربما يرجع تاريخها إلى القرن الثالث عشر، غزاها القوات الإنجليزية أثناء حروب الاستقلال، وتم استردادها من قبل القوات الاسكتلندية في 1307. تعرضت لتلف شديد من قبل السفن الإنجليزية في عام 1406. سلمت القلعة للأسرة بويد في القرن الخامس عشر.

### الفترة الحديثة والمعاصرة
في بداية العصر الحديث، أصبح جاك هاملتون، مستشارا لابن عمه الأول جيمس الرابع للمملكة في اسكتلندا وساعدك على ترتيب زواجه مع الأميرة مارغريت تيودور من إنكلترا. كمكافأة، رفع إلى مرتبة «إيرل مدنت» في عام 1503. الاقتصاد المحلي لمعظم هذه الفترة يستند إلى نموذج التقليدي للزراعة تسمى تشغيل تلاعب، المحاصيل الأساسية يجري الشوفان والشعير والبطاطس.
في بداية القرن التاسع عشر، نفذ ألكسندر، «دوق هاميلتون» العاشر (1767-1852) برنامجا «الموافقات المرتفعات» التي لها آثار مدمرة على سكان الجزيرة. هذه التحسينات تؤدي إلى تمرير ما هي الأراضي الأسر 27 إلى مزرعة واحدة. في بعض الحالات، وعد قطع الأراضي إلى كندا لكل رجل أن تهاجر. في نيسان/أبريل عام 1829، على سبيل المثال، 86 من سكان الجزر يشرعون إلى كاليدونيا لرحلة شهرين، نصف رحلتهم يدفعها الدوق. ومع ذلك، لدى وصولهم في كيبيك، 41 فقط منها توضع تحت تصرف الأسر. قرى بأكملها من المشردين وثقافة الجزيرة الغيلية الشر. شيد نصبا تذكاريا لهذا النموذج من التطهير العرقي على الساحل في لاملاش، تموله المهاجرة كندي سليل.

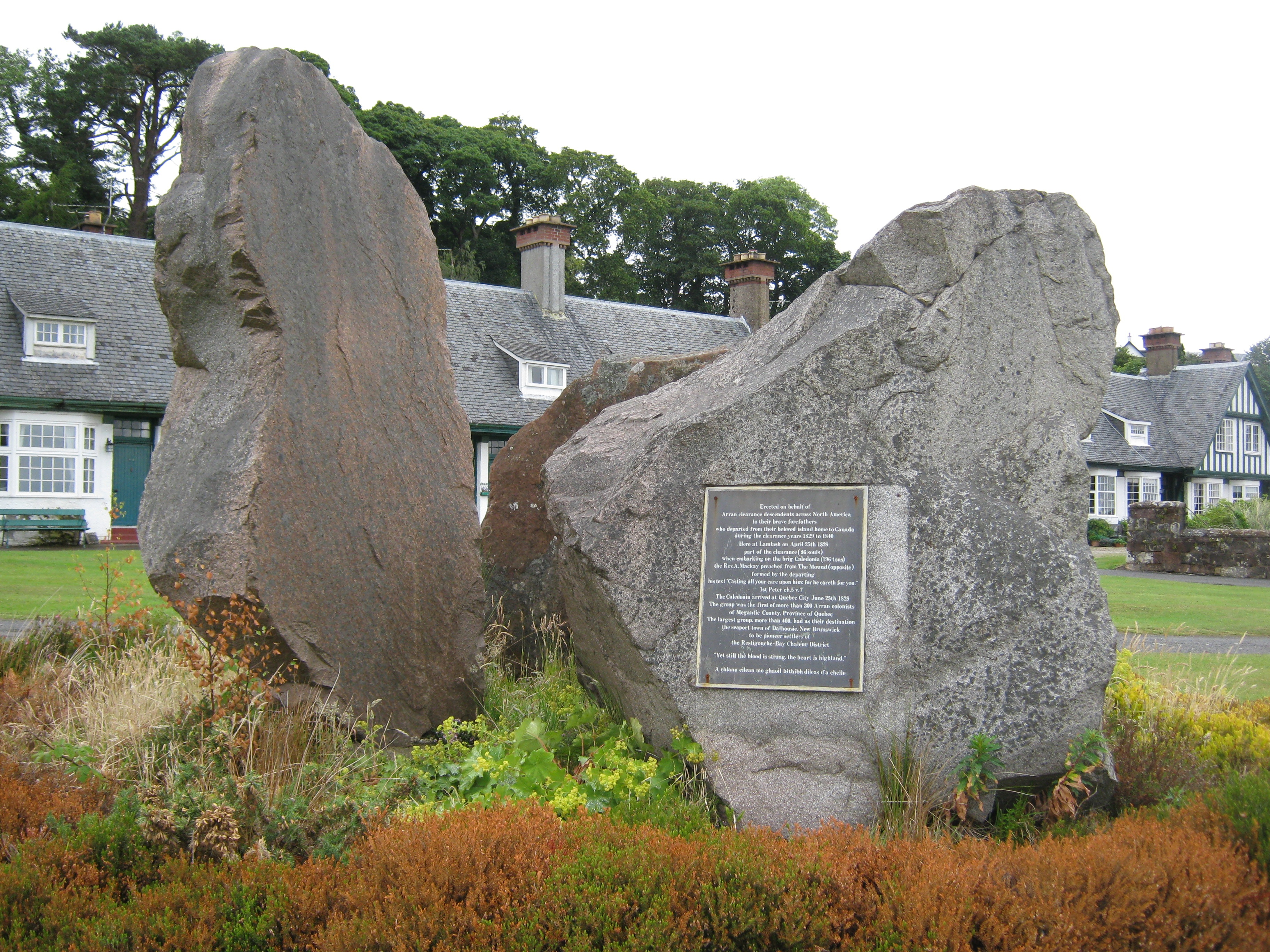
نصب تذكاري للمرتفعات في لاملاش

في 10 أغسطس 1941، اقلعت طائررات من نوع رطل «الموحدة ب»-المحرر 24-30 ألف AM261 «طائرات سلاح الجو الملكي» من قاعدة هيثفيلد في ايرشاير إلى المطار الدولي غاندر بكندا. ومع ذلك، تحطمت ب-24 في بويد مالك، وهلك 22 شخصا (الركاب وأفراد الطاقم).
في نهاية القرن العشرين، ذكرت عدة مقالات صحفية إلقاء النفايات المشعة والذخائر قبالة ساحل اران. ووفقا للسجلات البريطانية، قبل عام 1958، كشفت شركة بريطانية اثنين من أجهزة المكافحة الساكنة التي تحتوي على السترونتيوم-90 في الحفرة من قلعة الشقيف قرب اران. وفي منتصف التسعينات، تم نشر دراسة من طرف «المجلس الوطني للحماية الإشعاعية» على أساس المعلومات المتاحة. ويهدف إلى تقييم أهمية إشعاعية لتصريف النفايات في الحفرة من قلعة الشقيف، والانسكابات في الجوانب الاسكتلندية. واختتمت هذه الدراسة (في تشرين الثاني/نوفمبر 1997) لعدم وجود مخاطر كبيرة من حيث الحماية من الاشعاعية. تقييم الجرعات التي يمكن استيعابها من الكائنات المختلفة جرفتها الأمواج على الشواطئ بالموجات أو استردادها خلال أنشطة اختتمت في حالة عدم وجود مخاطر كبيرة، ما عدا في حالة اتصال مع أحد المصادر أن اثنين من السترونتيوم 90 غارقة قرب جزيرة اران الصيد. وبالرغم من انخفاض مخاطر جهة، NRPB أوصى المشورة لصيادي شباك الجر والهيئات المسؤولة عن جمع ومعالجة الكائنات جرفتها الأمواج على الشواطئ.

## اللهجة الغيلية في الجزيرة

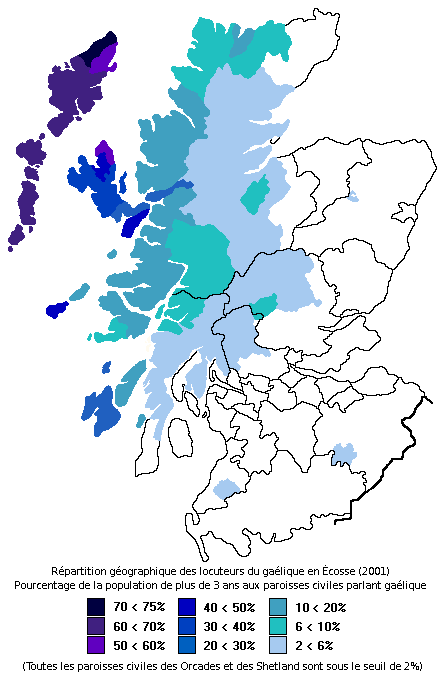
التوزيع الجغرافي للغة الغيلية في اسكتلندا

في بداية القرن العشرين، كان لا يزالون سكانها يتحدثون الغيلية. وأفاد تعداد عام 1901 حوالي 25 إلى 49% الغيلية على جانب الجزيرة و 50-74% من الجانب الغربي.و في عام 1921. انخفضت النسبة المئوية إلى أقل من 25%. ومنذ ذلك الحين، انخفض عدد المتكلمين إلى 24.9% . في حين، قام هولمير نيلس باقتباس فيلير (التقويم الغيلية)، حيث في عام 1931 , افاد بان سكان الجزيرة 4 532 ,605 منهم غيليين، مبينا بذلك على أنهم لا يمثلون أكثر من 13% .
وواصلت استخدام هذه اللغة في الانخفاض حتى تختفي آخر الناطقين من «الغيلية مدنت» في التسعينات. الغيلية في تعداد عام 1991، 1.6 في المائة و 1.5 في المائة في تعداد عام 2001 تشمل المتكلمين من المناطق الأخرى الذين استقروا بعد ذلك في Arran56.
للغة الغيلية توثيق جيد.حيث اجرى Holmer مسحا على الجزيرة في عام 1938، فيما يتعلق بأن الغيلية كان يتحدث بها عدد كبير من السكان، اغلبهم كبار السن. وسال الشهود 53 عن أماكن مختلفة وتم وصفها باللهجة، بعنوان «الغيلية من اران»، صدر في عام 1957. هذا الكتاب يحتوي على 211 صفحة تحتوي على المعلومات المتعلقة بعلم الأصوات والتدقيق النحوي، والقاموس لهذه اللغة. كما أجري لتحقيق في لهجات اللغة الغيلية في اسكتلندا حول معطيات منظمة الصحة العالمية التي قامت بجمع البيانات عن لهجة الغيلية بين عام 1950 وعام 1963، وذلك بما ادلاه 5 من الناطقين باللغة الغيلية.
تنتمي لهجة الجزيرة إلى المجموعة الجنوبية من لهجات اللغة الغيلية (تلك التي تسمى اللهجات «الهامشية» في دراسات سلتيك). لها العديد من الميزات الصوتية.

## السلطات المحلية

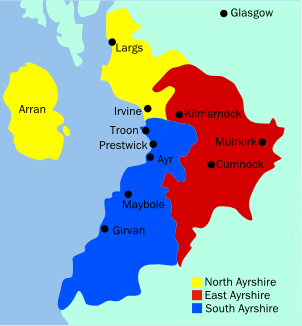
موقع اران في ايرشير

كانت الجزيرة جزءا من مقاطعة بيوت من القرن السابع عشر حتى نهاية القرن العشرين. بعد إعادة تنظيم السلطة المحلية في عام 1975، نسبت اران إلى حي كونينغام في منطقة Strathclyde.
وواصل هذا النظام على مستويين من الحكومة حتى عام 1996, عندما اقرت الحكومة المحلية في اسكتلندا في عام 1994 التصرف، إلغاء المناطق والمقاطعات، والاستعاضة عنها مع السلطات الوحدوية 32. اران هي حاليا جزء من مجلس المنطقة من شمال ايرشاير، تماما مثل غيرها من الجزر التي كانت سابقا جزءا من مقاطعة بيوت.
في العموم، منذ عام 2005، كانت الجزيرة جزءا من المقاطعات الانتخابية من آيرشير الشمالية، ممثلة حاليا بكلارك كاتي من طرف أعضاء حزب العمال. في الفترة ما بين 1983 إلى 2005، اعتبرت الجزيرة جزء من المقاطعة الانتخابية من شمال كونينغام، وجزء من بيوت آيرشير الشمالية في الفترة ما بين 1918 إلى 1983.
في البرلمان الإسكتلندي، تعتبر الجزيرة جزء من المقاطعة الانتخابية من شمال كونينغام، ومثلت حاليا بالحزب الوطني الإسكتلندي من طرف كينيث جيبسون. وحصد أعضاء حزب العمال المقاعد حتى عام 2007، عندما فاز الحزب الوطني الإسكتلندي بأغلبية 48 صوتا (30.7 في المائة الأصوات مقابل 30.6% لحزب العمال)، مقعد أكثر هامشية للبرلمان الإسكتلندي. في الانتخابات الإقليمية الاسكتلندية 2011، حقق الحزب الوطني الإسكتلندي إنجازا لما يقرب من 22 في المائة، وجمع 52.6 في المائة من الأصوات في هذه الدائرة.

## النقل والمواصلات
تتصل جزيرة أران باسكتلندا 'قارية' بعبارتين من شركة فيري «ماكبرايني كاليدونيا»، واحدة من بروديك إلى أردروسان، والثانية من لوتشرانزا إلى كلاونيغ. كما تتوفر عل رحلات الصيف على متن باخرة، وخدمة صيفية مقترحة محليا تربط لاملاش بالجزيرة المقدسة القريبة.
هناك ثلاث طرق في الجزيرة. الطريق الساحلي بالدوران حول الجزيرة 90 كم.ٍ في عام 2007 , عينت 48 كيلومترا من الطريق الساحلي، باسم ا841، رفعت السرية في الطريق من الفئة جيم من «الجنوب من خليج البياض»، يذهب C147 من الساحل الجنوبي إلى الشمال على الساحل الغربي حتى لوتشرانزا. عند هذه النقطة، يأخذ الطريق اسم A841 حتى يصل إلى الجانب نحو البياض Bay72.
في مكان معين، تبعد الطريق الساحلية عن الخط الساحلي ب 200 متر بالقرب من بوجويلي بين كريج لاجان غلاس، وبين سن أبهايل كايستيل ولوتشرانزا. وهناك طريقين آخرين عبر الجزيرة من الشرق إلى الغرب. اما بالنسبة للطرق الداخلية الرئيسية للجزيرة فيبلغ طولها 19 كم م وهي : B880 من بروديك إلى بلاكواتيرفوت يسمى الحبل (سلسلة) مما يجعل صعود Gleann تي-سويد. على بعد 10 كم على طول B880 من بروديك، توجد طريق بسيطة من اليمين حتى مشري. هذا عصابة تسمى تدابير الطريق روس على بعد 15 كم من لاملاش إلى Lagg عبر «غلين سكورودالي سليديري» (الغيلية: سجوراديل Gleann) 73. ويمكن استكشاف الجزيرة بوسائل النقل العام: الحافلات التي وضعت في الخدمة بالحنطور.

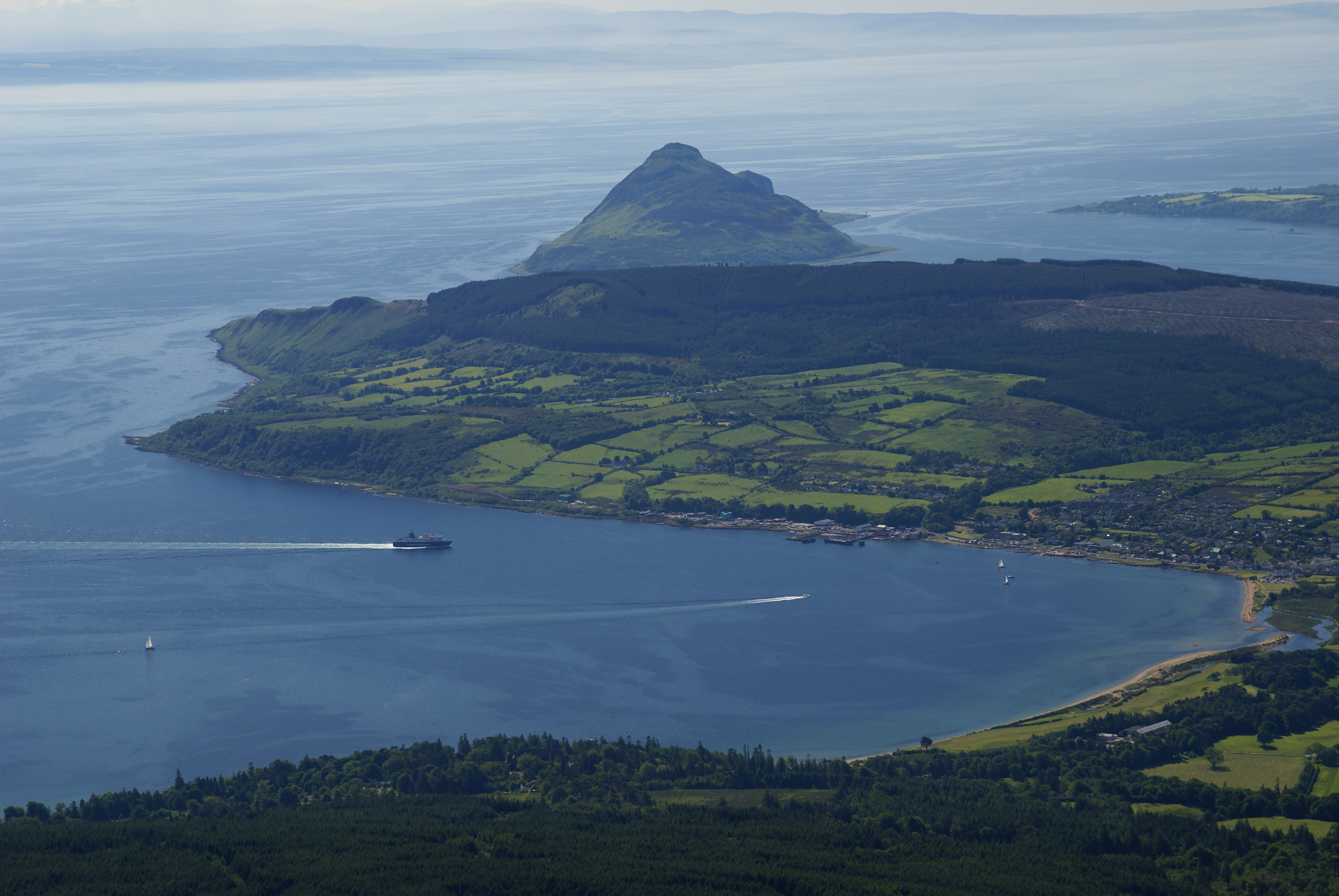
Le ferry MV Caledonian Isles, عبارة جزيرة كاليدونيا Goat Fell.
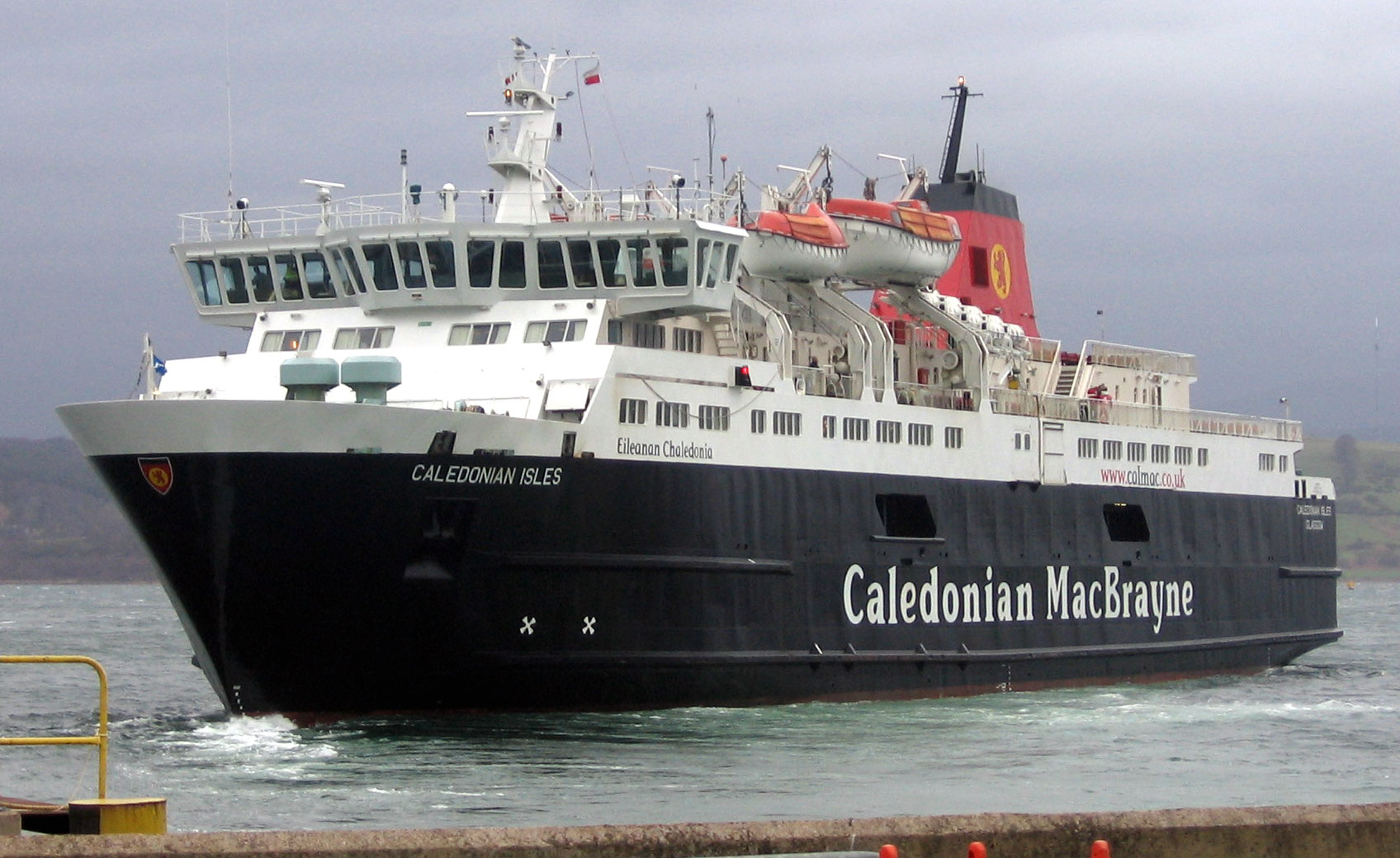
Le MV Caledonian Isles العبارة MV لجزيرة كاليدونيا ، قبالة ساحل بروديك، يتضح من الجزء العلوي goat fell.

## الاقتصاد

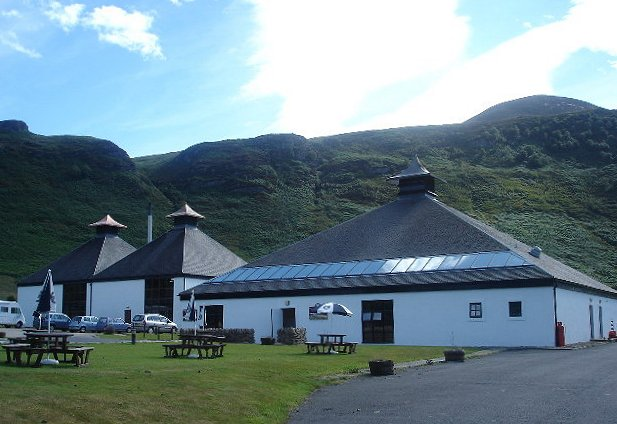
معصرة اران في لوتشرانزا

المصدر الرئيسي للدخل بالنسبة للجزيرة هو السياحة، حيث تعتبر قلعة بروديك واحدة من مناطق الجذب الرئيسية ، وهي ملكية خاصة للصندوق ألاستئماني الوطني لاسكتلندا. بالإضافة إلى منتجع أوتشراني، الذي يحتوي على اثنين من الفنادق، ثلاثة مطاعم واثنين من المراكز الترفيهية، وهو واحد من أكبر مقدمي الوظائف في الجزيرة. وتشمل الشركات المحلية منها"اران للتقطير"، افتتح في عام 1995 في لوتشرانزا، "اران للعطور التي تنتج مجموعة من مستحضرات التجميل.

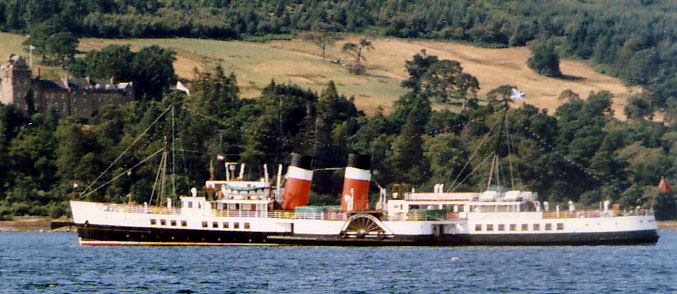
PS Waverlay و في الخلف قلعة بروديك

كما تعتبرتربية الحيوانات الداجنة والحراجة من القطاعات الهامة الأخرى. انتقدت مشاريع 2008 لتربية سمك السلمون ، والتي تمثل ما يزيد على 800 الف من الأسماك في خليج لاملاش من طرف «الثقة لقاع البحار» لمقاطعة الجزيرة. هذا لأنهم كانوا يخشون من أن هذه المزارع يمكن أن تهدد المنطقة المحمية البحرية الأولى في اسكتلندا، والذي أعلن عنه في أيلول/سبتمبر2008. أصبح خليج لاملاش منطقة بحرية محمية، ومنطقة مغلقة لصيد الأسماك بموجب القانون البحري (اسكتلندا)، مما يعني أن أي الأسماك أو الأسماك الصدفية يمكن أن تصطاد في هذه المنطقة.
مصنع الجعة المعروف تأسس في آذار/مارس 2000 في كلاداتش، قرب بروديك. وينتج ثمانية أنواع من البيرة المعبأة في زجاجات الجعة، منها البيرة المصنوعة من القمح «شقراء اران» (5.0 ٪ الكحول) علامتها التجارية هي الأكثر شعبية ؛ بالإضافة إلى براون اران، غروب اران وثنائية الموسم تسمى الموقد، حيث تخمر البيرة فقط في فصل الشتاء. يكون مصنع الجعة مفتوح الزائرين، مع إمكانية التذوق في المتجر. أصبحت التجارة في طور التصفية في أيار/مايو 2008 وتم بيعها إلى خدمات إدارة التسويق الدولية المحدودة في حزيران/جوان 2008. اما الآن فتم إعادة تشغيل مصنع الجعة الإنتاج، وأصبحت البيرة متوفرة عبر اسكتلندا.

## الثقافة والإعلام والفنون

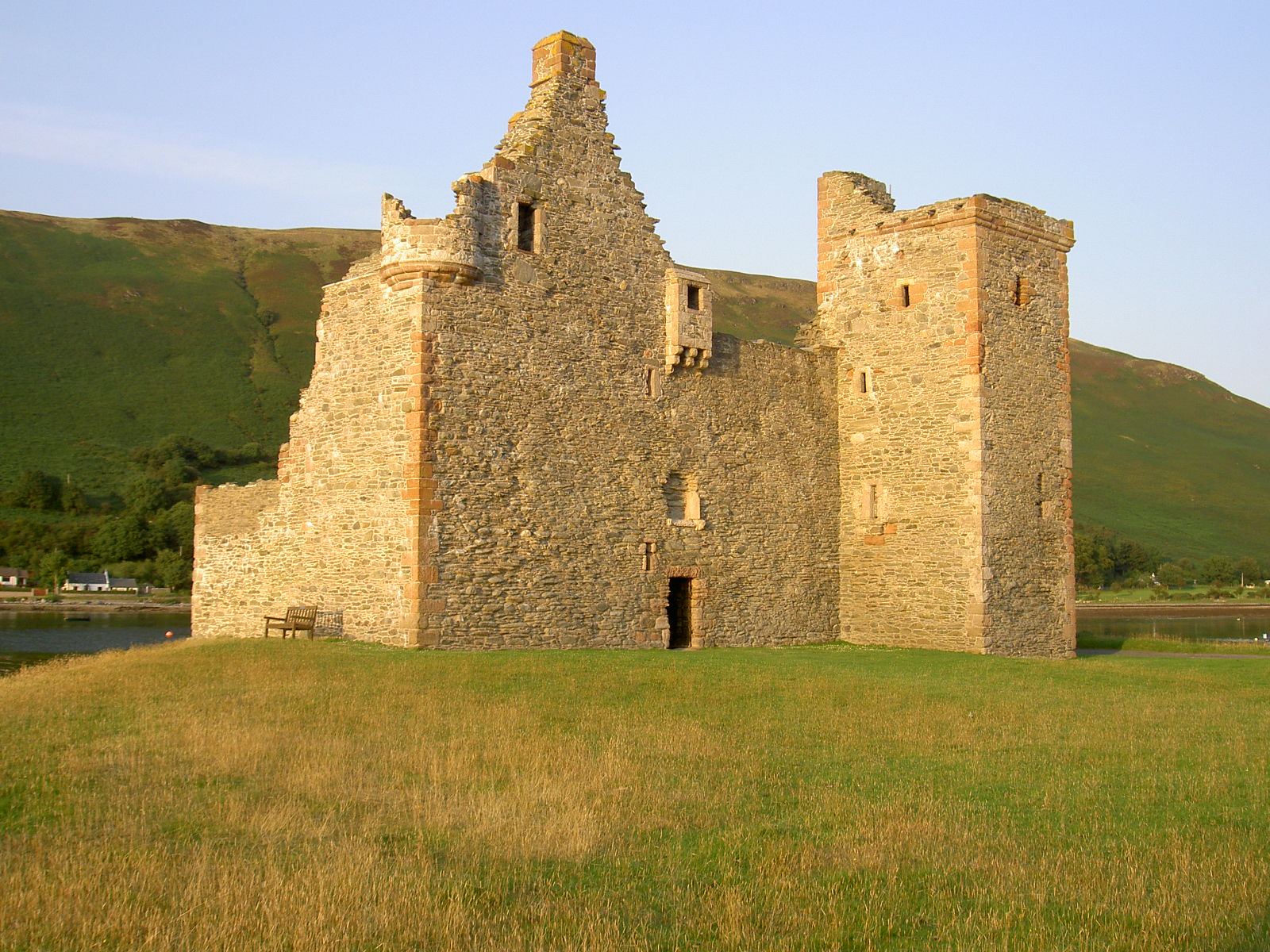
قلعة لوتشرانزا

تظهر قلعة بروديك على ورقة 20 جنيه استرليني من البنك الملكي لاسكتلندا وقلعة لوتشرانزا استخدمت كنموذج للقلعة في ألبوم الجزيرة السوداء من herge.
تستحوذ أران على إحدى الصحف «لافتة اران». كانت مدرجة في كتاب غينيس للأرقام القياسية للسجلات في تشرين الثاني/نوفمبر عام 1984 تحت عنوان «صحيفة محلية تحقق تداول قريب للتشبع في مجال النشر» يشير الدخول إلى : '«لافتة اران»، تأسست في عام 1974، لديها مجموعة من قراء لما يزيد على 97% في أكبر سابع جزيرة من بريطانيا العظمى. وهناك أيضا مجلة اسبوعية على الإنترنت بعنوان صوت اران ، تستند أساسا إلى المقالات التي كتبها مجموعة من الأعضاء. في 2010، تم وضع نسخة من احتكار لعبة «جزيرة أران» في السوق.

## شخصيات مرتبطة بالجزيرة
هناك العديد من الشخصيات الاسكتلندية لها ارتباط بالجزيرة. من بينها Daniel Macmillan (1813-1857)، ولد في أران اسس في عام 1843 مع أخيه ألكسندر «بيت النشر لماكملان».
روبرت ماكليلان (1907-1985)، كاتب مسرحي وشاعر، عاش جزءا من حياته في اران. وأخيرا رئيس الوزراء السابق لاسكتلندا ماكونيل جاك Jack McConnell (ولد عام 1960) الذي عاش طفولته في الجزيرة، بالقرب من لاملاش Lamlash.

## روابط خارجية
- Information on the Arran Coastal Way long distance path نسخة محفوظة 5 مايو 2013 على موقع واي باك مشين.
- Visitor's guide with news, events, transport and accommodation.
- Arran seen from space, NASA
- The Isle of Arran Heritage Museum
- The Arran Banner Arran's local newspaper
- Arran High School
- The Sleeping Warrior on Flickr